# Wille Brandt
Abel Jens Johannes Wilhelm „Wille“ Rasmus Brandt (* 14. Februar 1865 in Aasiaat; † 2. November 1921 ebenda) war ein grönländischer Landesrat.

## Leben
Wille Brandt war der Sohn des Matrosen Jacob Andreas Larsen Brandt (1825–1898) und seiner zweiten Frau Maria Steenholdt (1832–1888). Am 20. August 1893 heiratete er Sara Mariane Magdalene Mikaelsen.
Wille Brandt war als Jäger tätig. 1911 wurde er in den ersten nordgrönländischen Landesrat gewählt, wo er bis 1917 blieb. Lediglich 1915 wurde er von seinem Cousin Abia Brandt vertreten. Wille Brandt starb 1921 im Alter von 56 Jahren.